# Владашешти (Мехединци)
Владашешти (рум. Vlădășești) насеље је у Румунији у округу Мехединци у општини Коркова. Oпштина се налази на надморској висини од 204 m.

## Становништво
Према подацима из 2002. године у насељу је живело 234 становника, од којих су сви румунске националности.